# Chao

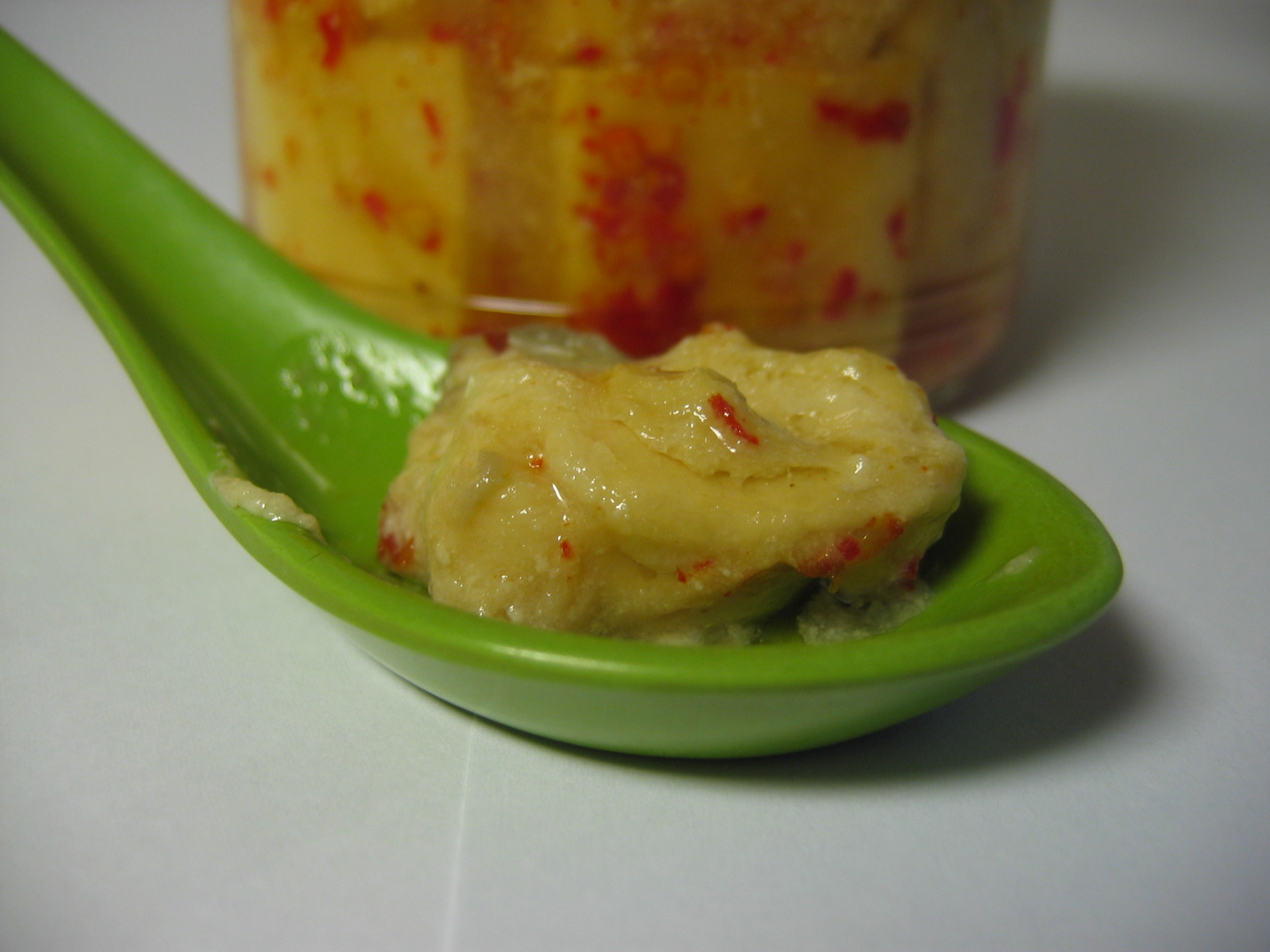
Một miếng chao

Chao hay đậu phụ nhự (tiếng Trung Quốc: 豆腐乳 - đậu hũ nhũ), là một loại đậu phụ lên men, một món ăn của ẩm thực Quảng Đông (Trung Quốc) và Việt Nam. Ở Việt Nam, chao phổ biến hơn ở miền Trung và miền Nam. Nhiều người cảm thấy sản phẩm này có vị thơm ngon, béo ngậy, đặc trưng, kích thích ăn ngon miệng. Nó còn được nhắc đến là "phô mai châu Á" vì nó có lớp mốc bên ngoài béo như phô mai Roquefort hay Camembert.

## Cách dùng
Chao thường được dùng trong các món ăn chay. Tuy nhiên, ít người biết chao còn được dùng nhiều trong việc ướp thịt, cá, tôm mực, các món xào như khổ qua xào trứng, mướp xào thịt bằm... nhờ hàm lượng muối có sẵn trong lúc lên men và tác dụng kích thích ăn ngon.
Các món mặn dùng chao làm gia vị ướp thay cho nước tương, nước mắm làm hương vị món mặn phong phú hơn, kích thích vị giác ăn ngon miệng đồng thời hàm lượng dinh dưỡng cao hơn và cung cấp nhiều protein hơn nước tương, nước mắm.

## Sản xuất
Quá trình lên men chao được tiến hành bằng cách dùng các miếng đậu hũ đã ráo nước, tiến hành cấy bào tử của các loại nấm mốc như Actinomucor elegans, Mucor sufu, Mucor rouxanus, Mucor wutuongkiao, Mucor racemosus, hay Rhizopus spp.. Các loại mốc trên được biết với tên "mốc đậu hũ" (霉豆腐).
Trong cách sản xuất chao truyền thống, đậu hũ được cắt thành từng miếng cỡ 20 × 20 × 20 mm, làm ráo nước, rồi ủ cho lên men tự nhiên, sau đó cho thêm gia vị vào. Trong giai đoạn nuôi mốc, có xuất hiện nhiều loại mốc, phổ biến là các loại mốc có màu trắng, màu vàng nâu, màu đen. Mốc có màu đen được loại bỏ trước khi thực hiện quá trình ủ chao. Gia vị thêm vào chao có thể là muối bột hoặc nước muối, ớt.
Sản xuất chao theo phương pháp công nghiệp đã và đang được thực hiện ở Khoa Sinh, Đại học Khoa học Tự nhiên Thành phố Hồ Chí Minh. Một số nước như Trung Quốc đã sản xuất đậu phụ nhự trên quy mô công nghiệp, tạo ra những màu sắc đặc trưng phù hợp với thị hiếu.